# 诺伊堡的玛丽亚·安娜
诺伊堡的玛丽亚·安娜（德語：Maria Anna von Pfalz-Neuburg，1667年10月28日—1740年7月16日）是西班牙哈布斯堡王朝的最后一位君主卡洛斯二世的第二任妻子，1689年至1700年的西班牙王后。

## 生平

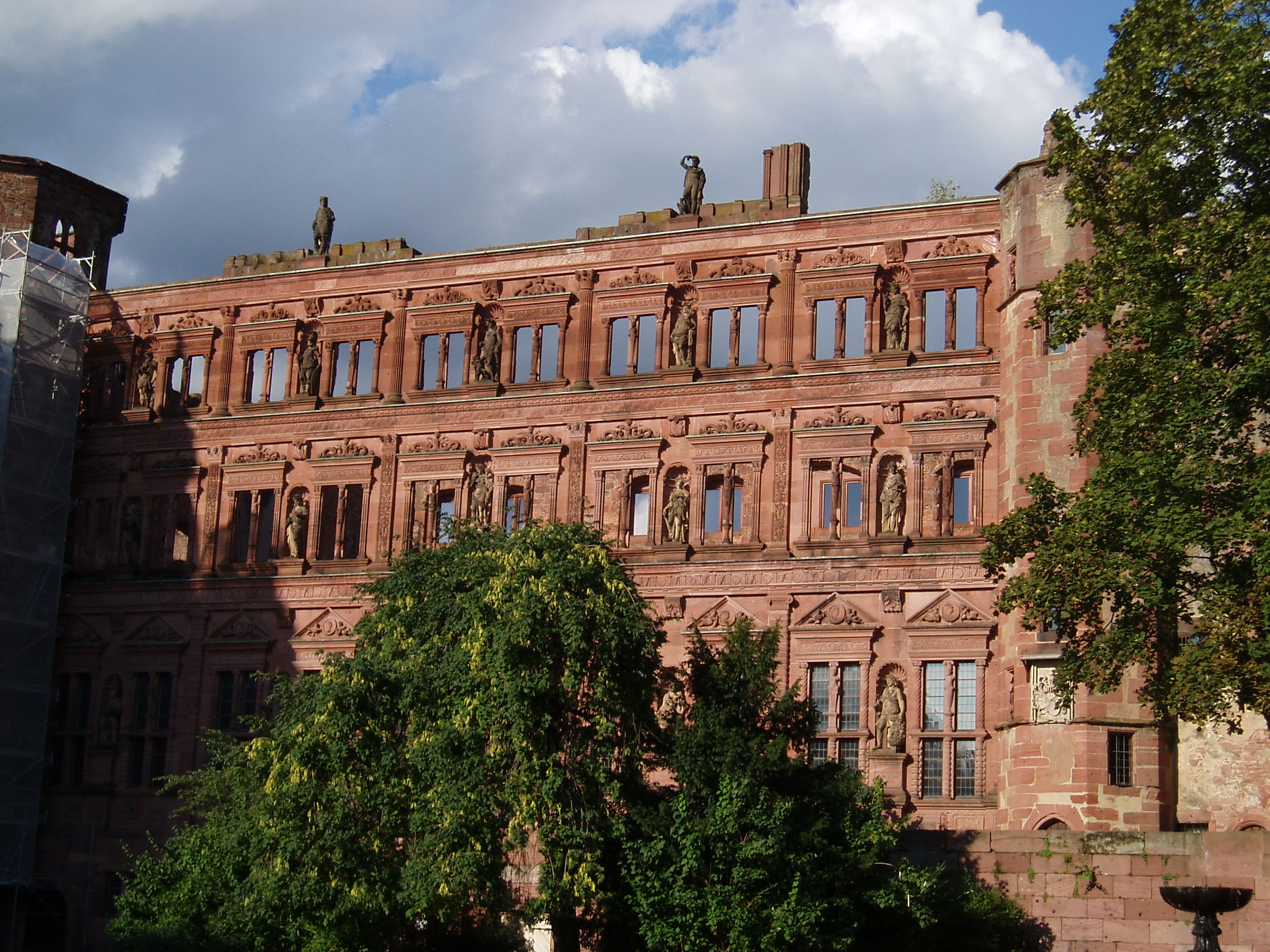
毁于1689年的海德堡城堡

### 早年
出生于杜塞尔多夫本拉特宮。父亲是普法尔茨选侯菲利普·威廉，母亲是黑森-达姆施塔特的伊丽莎白·阿玛莉。她的童年在诺伊堡度过。她最大的姐姐艾莉奥诺拉·玛格达伦纳是利奥波德一世的第三任妻子。
1685年5月，路易十四要求由奥尔良公爵继承普法尔茨的领土，遭到了普法尔茨选帝候菲利普-威廉的拒绝。法军于1688年挥兵进攻海德堡，挑起了普法尔茨继承人战争，在1689年撤军之前，摧毁了海德堡的大部分地区，以及另外20个城镇和众多村庄。法军在1693年还入侵了莱茵兰的大部分地区。这使玛丽亚·安娜产生了厌法和亲奥的情绪，是尔后被选为西班牙卡洛斯二世配偶的重要因素之一。

### 卡洛斯二世
卡洛斯二世的第一任妻子玛丽·路易丝于1689年2月12日早逝，没有留下子嗣。此时卡洛斯也变得更加病态。他需要再婚，否则哈布斯堡王朝将无人继承。他的母亲兼摄政王奥地利的玛丽亚·安娜为他选择了配偶——诺伊堡的玛丽亚·安娜。1689年8月，他们通过代理人举办了代行婚礼，1690年5月在巴利亚多利德举行了正式婚礼。

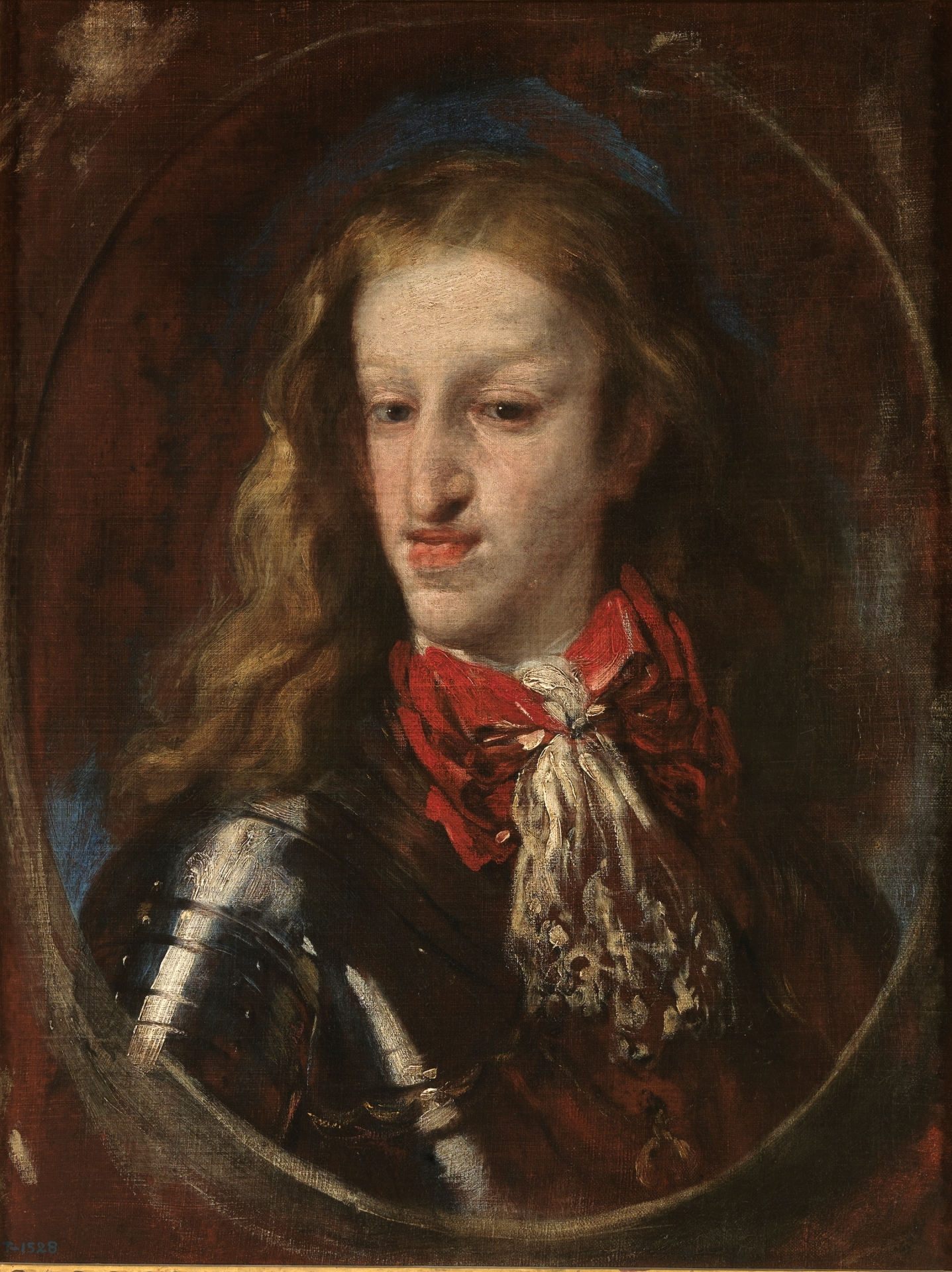
卡洛斯二世，约1670-80年

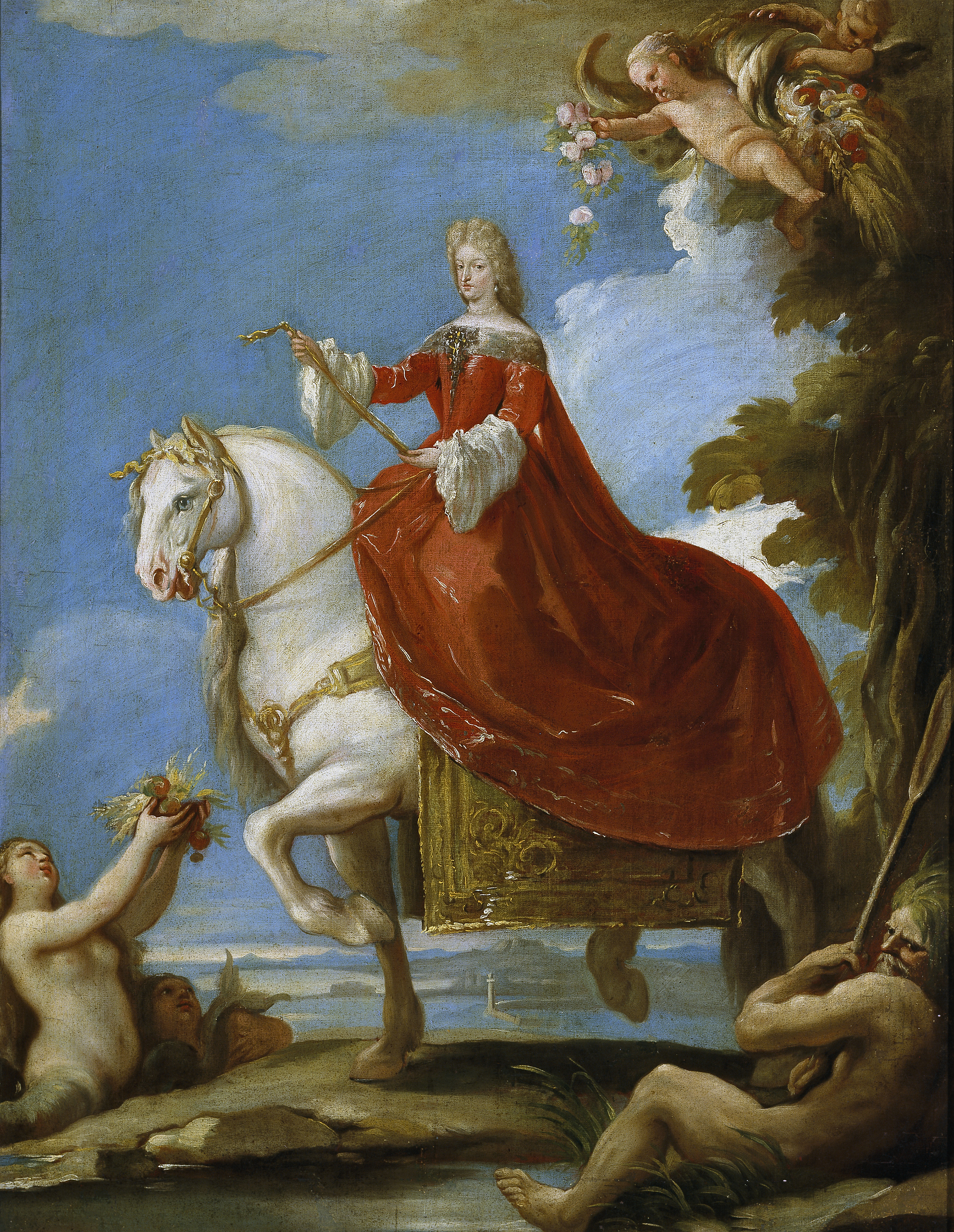
诺伊堡的玛丽亚·安娜，由卢卡·焦尔达诺绘，收藏于马德里普拉多博物馆

可以说，诺伊堡的玛丽亚·安娜的大部分权力将源自作为未来君主母亲的地位。然而，她最不愿看到的事情还是发生了。由于哈布斯堡王朝近亲结婚的缘故，卡洛斯二世身患多种遗传病以及智障和癫痫。因此他的第二次婚姻也没有留下孩子。最后的尸检报告也证明，他只有萎缩的睾丸，毫无性能力。
当时的西班牙政治势力分为亲奥地利和亲法国派系。其中，亲法国派系由托萊多红衣大主教路易斯·费尔南德斯·波托卡雷罗领导，而亲奥派系则由摄政王奥地利的玛丽亚·安娜领导，并实际控制着国家。1690年，西班牙加入了反法的奥格斯堡同盟，参与了九年战争，但这实际上是一个错误的决定：西班牙于1692年宣布破产，而法国却占领了加泰罗尼亚的大部分地区。议会内部开始反对亲奥政党，卡洛斯也驱逐了玛丽亚·安娜来自奥地利的随从。
1696年，摄政王奥地利的玛丽亚·安娜去世；1698年，卡洛斯二世病倒，他的死也就是迟早的事。10月11日，英国、法国和荷兰签署了“海牙条约”，又称“第一次分区条约”，试图解决西班牙和奥地利哈布斯堡王朝的继承问题。承认巴伐利亚的约瑟夫·斐迪南亲王为西班牙王位和除意大利以外西班牙领土的继承人；法国得到西西里和那不勒斯，奥地利得到米兰。约瑟夫·斐迪南是卡洛斯二世侄女奥地利的玛丽亚·安东尼娅和丈夫马克西米利安二世·埃曼努埃尔唯一的儿子。对于诺伊堡的玛丽亚·安娜来说，这是一个可以接受的折衷方案。他和埃曼努埃尔都属于维特尔斯巴赫王朝。西班牙皇室当然不想看到帝国分裂的那一天。1698年11月14日，卡洛斯二世公开了遗嘱，将西班牙所有的完整领土全部留给巴伐利亚的约瑟夫·斐迪南。
1699年2月，斐迪南突然死亡，年仅6岁。1700年3月，法国，英国和荷兰于签订了“伦敦条约”，又称“第二次分割区条约”。承认卡尔大公为西班牙王位和除意大利以外西班牙领土的继承人；法国得到西班牙在意大利的领土。卡洛斯二世在临死前宣布了最后的遗嘱，指定安茹公爵腓力为继承人，再次强调了西班牙殖民帝国不可分割的完整性。
1700年11月，卡洛斯二世去世，安茹公爵腓力于1700年11月16日成为西班牙国王。

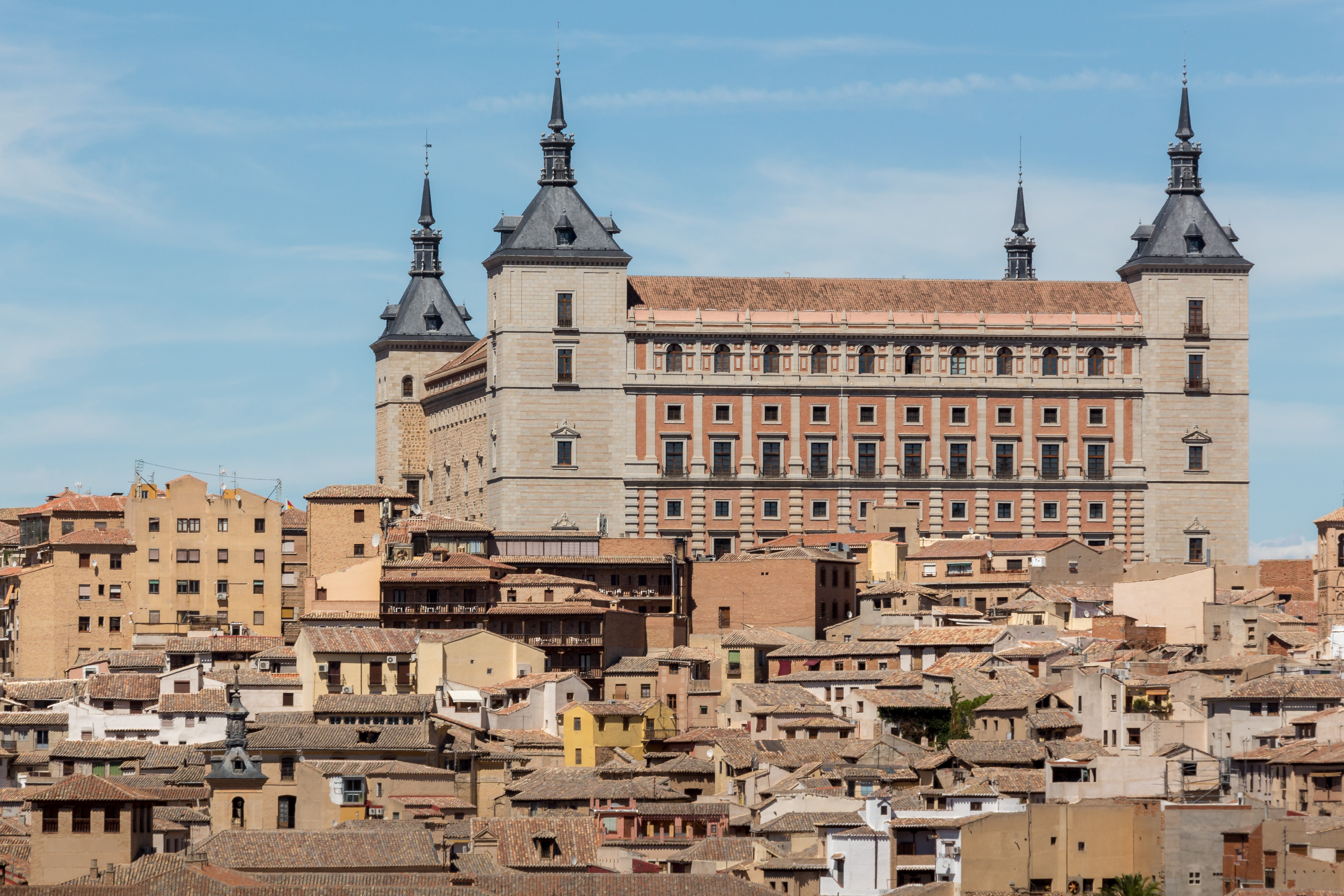
托莱多城堡

### 晚年
在腓力成为国王后，她被流放到托莱多，一直居住在托莱多城堡。1706年，卡尔大公重新占领了托莱多。她热情地欢迎了卡尔军队的到来，激怒了腓力五世。她又被流放到北巴斯克的巴约讷。在那里，她有100多个随从，每年的退休金约为5万达克特，过着几乎被人遗忘的生活。1739年才被允许返回西班牙，之后来到瓜达拉哈拉的因凡塔多宫。1740年7月16日在那里去世，后来被埋葬在埃斯科里亚尔修道院。

## 纹章

诺伊堡的玛丽亚·安娜的纹章
1689年–1700年
1700年–1740年